# Tolpis macrorhiza
Tolpis macrorhiza é uma espécie de planta com flor pertencente à família Asteraceae. 
A autoridade científica da espécie é (Lowe ex Hook.) DC., tendo sido publicada em Prodr. 7: 87. 1838.

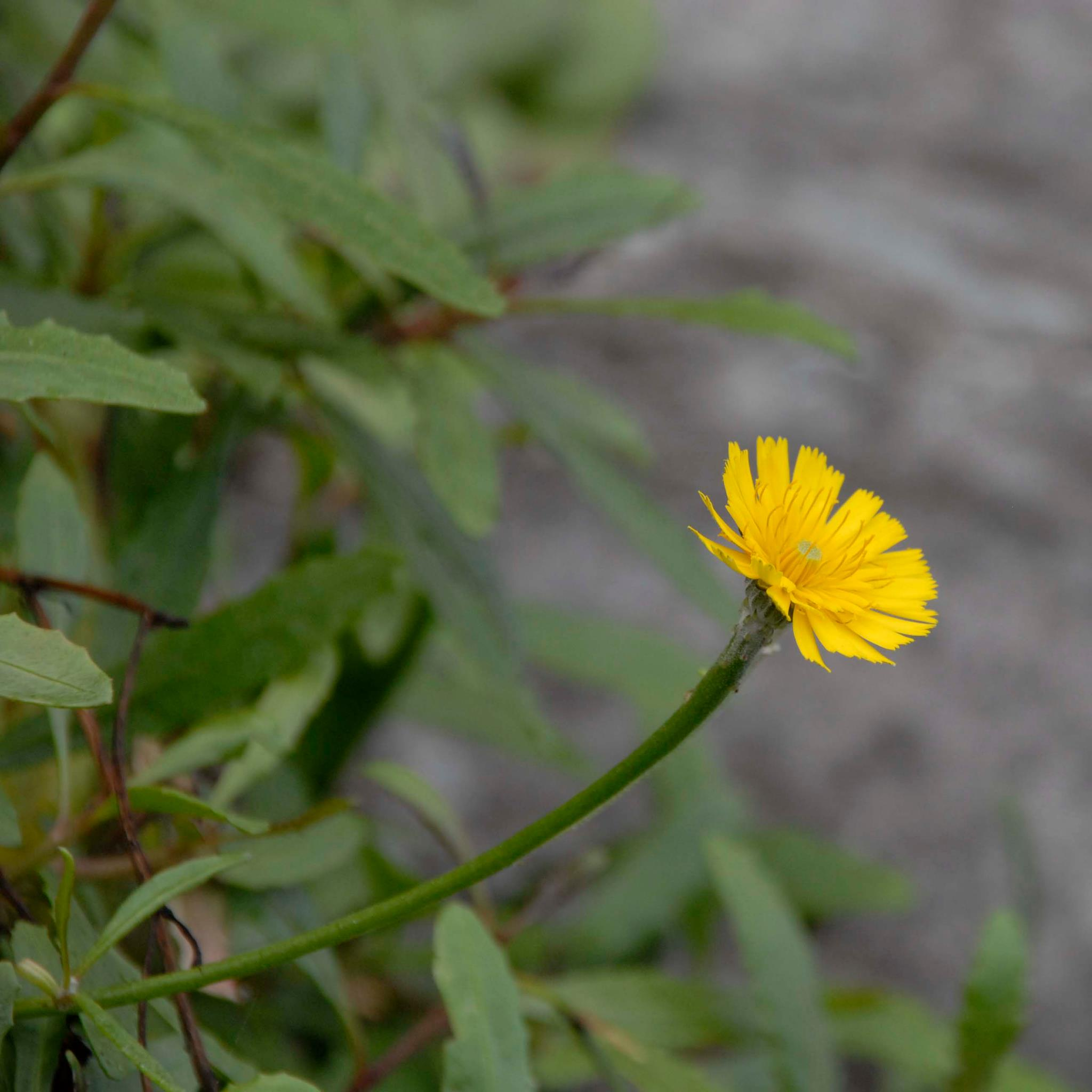
Tolpis macrorhiza na Ribeira do Inferno, na Madeira

## Portugal
Trata-se de uma espécie endémica do arquipélago da Madeira.

## Protecção
Não se encontra protegida por legislação portuguesa ou da Comunidade Europeia.